# Sega Meganet
 (octobre 2019).
Si vous disposez d'ouvrages ou d'articles de référence ou si vous connaissez des sites web de qualité traitant du thème abordé ici, merci de compléter l'article en donnant les références utiles à sa vérifiabilité et en les liant à la section « Notes et références ».

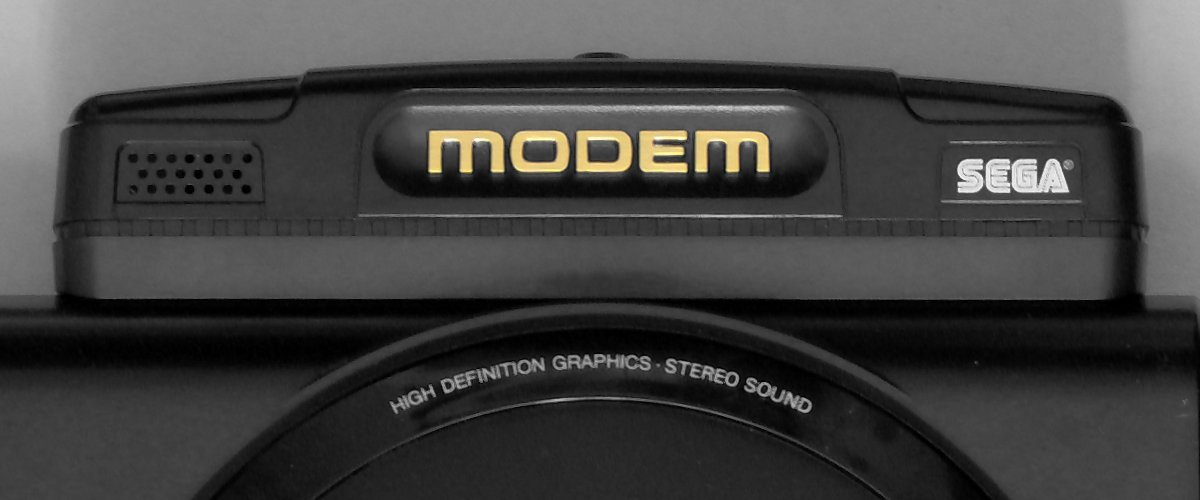
Un Mega Modem attaché à une Mega Drive.

Le Sega Meganet, également appelé Net Work System, était un réseau informatique mis en place au Japon le 3 novembre 1990 pour les personnes utilisant la Mega Drive. Les joueurs branchaient le Mega Modem (un modem avec une vitesse entre 1600 et 2400 bit/s) au port DE-9 à l'arrière de la Mega Drive et pouvaient ainsi jouer en ligne avec d'autres utilisateurs.

## Ludothèque
Au lancement du service en ligne, les jeux Meganet étaient développés exclusivement pour celui-ci ; ils furent donc accessibles uniquement par ce biais et n'ont jamais eu de support cartouche, constituant ainsi une ludothèque propre et pour un public limité. Le tableau ci-dessous en dresse la liste.
Les abonnés au service devaient posséder la Sega Network Cartridge, une cartouche vendue avec le Mega Modem permettant d'accéder à la bibliothèque de jeux, appelée Sega Game Toshokan (ou Sega Game Library), et de stocker les programmes téléchargés durant le temps de leur utilisation. En raison des vitesses de transmission des modems des années 1990 et de l'espace de mémoire morte alloué sur la cartouche cible, le poids de ces jeux avoisinait 128 ko. Il aurait fallu entre cinq et huit minutes pour télécharger un jeu, et l'opération devait être réitérée à chaque fois que l'utilisateur voulait jouer, la cartouche ne pouvant stocker le contenu téléchargé. Une grande majorité de ces titres a été réunie sur deux compilations, Game no Kanzume: Sega Games Can Vol. 1 et Game no Kanzume: Sega Games Can Vol. 2, sorties sur Mega-CD le 18 mars 1994 au Japon.
Certains jeux Mega Drive ont proposé, dans leur version japonaise, des modes de jeu en ligne. Ils sont également répertoriés dans la liste infra.
Légende :
- Jeu exclusivement en ligne
- Jeu sorti sur support cartouche (mode de jeu en ligne en option)
- (SGC1) : inclus dans la compilation Game no Kanzume: Sega Games Can Vol. 1
- (SGC2) : inclus dans la compilation Game no Kanzume: Sega Games Can Vol. 2

| Titre | Développeur        | Éditeur          | Genre            | Date             | Notes                                                                       |
| --- | ------------------ | ---------------- | ---------------- | ---------------- | --------------------------------------------------------------------------- |
| 16t | Sega               | Sega             | Action           | 1991             | (SGC2)                                                                      |
| Advanced Daisenryaku: Doitsu Dengeki Sakusen (アドバンスド大戦略 ドイツ電撃作戦, Advanced Military Commander) | Sega/System Soft   | Sega             | Stratégie        | 17 juin 1991     |                                                                             |
| Awogue: Hero in the Sky (アウォーグ)                                                                          | Sega               | Sega             | Action           | 1991             | (SGC2)                                                                      |
| Columns | Sega               | Sega             | Réflexion        | 30 juin 1990     |                                                                             |
| Cyberball | Atari Games        | Atari Games      | Sport            | 28 juillet 1990  |                                                                             |
| Fatal Labyrinth (死の迷宮, Labyrinth of Death: Shi no Meikyū)                                                 | Sega               | Sega             | Rôle             | 19 novembre 1990 | (SGC2)                                                                      |
| Flicky (フリッキー)                                                                                           | Sega               | Sega             | Réflexion        | 26 décembre 1990 | (SGC1) En dehors du Japon, jeu sorti sur support cartouche à partir de 1991 |
| Hyper Marbles (ハイパーマーブル)                                                                              | Sega               | Sega             | Réflexion        | 27 mars 1991     | (SGC1)                                                                      |
| Ikasuze! Koi no Doki Doki Penguin Land MD (どきどきペンギンランド)                                            | Sega               | Sega             | Réflexion        | 1992             | (SGC2)                                                                      |
| Kiss Shot (キスショット)                                                                                      | Sega               | Sega             | Sport            | 1992             |                                                                             |
| Medal City (メダルシティ)                                                                                     | Sega               | Sega             | Réflexion        | 1991             | (SGC2)                                                                      |
| MegaMind (メガメガマインド)                                                                                   | Sega               | Sega             | Réflexion        | 29 avril 1991    |                                                                             |
| Nikkan Sports Pro Yakyū VAN                                                                                   | Sega               | Sega             | Sport            | 6 avril 1991     |                                                                             |
| Paddle Fighter (パドルファイター)                                                                             | Sega               | Sega             | Action           | 27 février 1991  | (SGC1)                                                                      |
| Phantasy Star II Text Adventure: Nei no Bōken (ファンタシースターII テキストアドベンチャー ネイの冒険)        | Sega               | Sega             | Rôle/Aventure    | 1991             | (SGC2)                                                                      |
| Phantasy Star II Text Adventure: Amia no Bōken (ファンタシースターII テキスト アドベンチャー アーミアの冒険)  | Sega               | Sega             | Rôle/Aventure    | 1991             | (SGC1)                                                                      |
| Phantasy Star II Text Adventure: Anne no Bōken (ファンタシースターII テキストアドベンチャー アンヌの冒険)     | Sega               | Sega             | Rôle/Aventure    | 1991             | (SGC2)                                                                      |
| Phantasy Star II Text Adventure: Huey no Bōken (ファンタシースターII テキストアドベンチャー ヒューイの冒険)   | Sega               | Sega             | Rôle/Aventure    | 1991             | (SGC1)                                                                      |
| Phantasy Star II Text Adventure: Shilka no Bōken (ファンタシースターII テキストアドベンチャー シルカの冒険)   | Sega               | Sega             | Rôle/Aventure    | 1991             | (SGC1)                                                                      |
| Phantasy Star II Text Adventure: Kinds no Bōken (ファンタシースターII テキストアドベンチャー カインズの冒険)  | Sega               | Sega             | Rôle/Aventure    | 1991             | (SGC2)                                                                      |
| Phantasy Star II Text Adventure: Yushis no Bōken (ファンタシースターII テキストアドベンチャー ユーシスの冒険) | Sega               | Sega             | Rôle/Aventure    | 1991             | (SGC1)                                                                      |
| Phantasy Star II Text Adventure: Rudger no Bōken (ファンタシースターII テキストアドベンチャー ルドガーの冒険) | Sega               | Sega             | Rôle/Aventure    | 1991             | (SGC2)                                                                      |
| Putter Golf (パターゴルフ)                                                                                    | Sega               | Sega             | Sport            | 3 novembre 1990  | (SGC2)                                                                      |
| Pyramid Magic (ピラミッドマジック)                                                                            | Sega               | Sega             | Action/Réflexion | 29 avril 1991    | (SGC1)                                                                      |
| Pyramid Magic Special (ピラミッドマジック Ｓｐｅｃｉａｌ)                                                     | Sega               | Sega             | Action/Réflexion | 29 mai 1991      | (SGC1)                                                                      |
| Pyramid Magic II (ピラミッドマジックII)                                                                       | Sega               | Sega             | Action/Réflexion | 1991             | (SGC1)                                                                      |
| Pyramid Magic III (ピラミッドマジックIII)                                                                     | Sega               | Sega             | Action/Réflexion | 1991             | (SGC1)                                                                      |
| Riddle Wired (リドルワイアード, Riddle Wired: Quiz Dokusen Kigyō no Hōkai)                                    | Sega               | Sega             | Stratégie        | août 1991        |                                                                             |
| Robot Battler (ロボットバトラー)                                                                              | Sega               | Sega             | Action           | 1991             | (SGC2)                                                                      |
| San San (サンサン)                                                                                            | Sansan Co., Ltd.   | Sansan Co., Ltd. | Réflexion        | septembre 1994   |                                                                             |
| Shikinjoh (紫禁城, Forbidden City)                                                                            | Sunsoft/Scap Trust | Sunsoft          | Réflexion        | 27 avril 1991    |                                                                             |
| Sonic Eraser (ソニックイレイザー)                                                                             | Sega               | Sega             | Réflexion        | 1991             |                                                                             |
| Teddy Boy Blues (テディボーイブルース)                                                                        | Sega               | Sega             | Action           | 1992             | (SGC2)                                                                      |
| Tel Tel Mahjong (ＴＥＬ・ＴＥＬまあじゃん)                                                                    | Sunsoft            | Sunsoft          | Réflexion        | 8 juin 1990      |                                                                             |
| Tel Tel Stadium (TＥＬ・ＴＥＬスタジアム)                                                                     | Sunsoft            | Sunsoft          | Sport            | 21 octobre 1990  |                                                                             |